# Victor Pițurcă
Victor Pițurcă (Orodel, 8 mei 1956) is een Roemeens voormalig voetballer, die na zijn actieve loopbaan het trainersvak instapte.

## Clubcarrière
Pițurcă speelde als aanvaller tussen 1974 en 1990 meer dan driehonderd wedstrijden. Als speler van Steaua Boekarest won hij vijf landstitels, vier Roemeense bekers, de Europa Cup 1 en de UEFA Super Cup.

## Interlandcarrière
Pițurcă kwam in de periode 1985–1987 dertien keer keer uit voor de nationale ploeg van Roemenië, waarvoor hij zes doelpunten maakte. Hij maakte zijn debuut op 27 maart 1985 in een vriendschappelijke thuiswedstrijd tegen Polen (0-0) in Sibiu. Hij moest in dat duel in de rust plaatsmaken voor Ionel Augustin.
| Interlanddoelpunten | Interlanddoelpunten | Interlanddoelpunten | Interlanddoelpunten  | Interlanddoelpunten | Interlanddoelpunten | Interlanddoelpunten | Interlanddoelpunten |
| №                   | Datum               | Locatie             | Wedstrijd            | Goal(s)             | Score               | Uitslag             | Competitie          |
| ------------------- | ------------------- | ------------------- | -------------------- | ------------------- | ------------------- | ------------------- | ------------------- |
| 1                   | 04.06.1986          | Boekarest           | Roemenië – Noorwegen | 20' (pen.)          | 1 – 0               | 3 – 1               | Oefeninterland      |
| 2                   | 04.06.1986          | Boekarest           | Roemenië – Noorwegen | 36'                 | 2 – 0               | 3 – 1               | Oefeninterland      |
| 3                   | 08.10.1986          | Tel Aviv            | Israël – Roemenië    | 35'                 | 1 – 1               | 2 – 4               | Oefeninterland      |
| 4                   | 08.10.1986          | Tel Aviv            | Israël – Roemenië    | 75'                 | 1 – 4               | 2 – 4               | Oefeninterland      |
| 5                   | 25.03.1987          | Boekarest           | Roemenië – Albanië   | 2'                  | 1 – 0               | 5 – 1               | EK-kwalificatie     |
| 6                   | 29.04.1987          | Boekarest           | Roemenië – Spanje    | 38'                 | 1 – 0               | 3 – 1               | EK-kwalificatie     |

## Trainerscarrière
Als trainer was hij onder meer actief voor Universitatea Craiova, Steaua Boekarest en de Roemeense bond. Hij was bondscoach van zijn vaderland gedurende de periodes 1998-1999 (16 duels), 2004-2009 (46 duels, onder meer Euro 2008) en 2011-2014 (34 duels). In oktober 2014 werd hij trainer van Ittihad FC.

## Erelijst

### Speler
Steaua Boekarest
- Divizia A: 1985, 1986, 1987, 1988, 1989
- Beker van Roemenië: 1985, 1987, 1988, 1989
- Europa Cup I: 1986, runner-up in 1989
- UEFA Super Cup: 1986 (gespeeld in 1987)

### Trainer
Steaua Boekarest
- Roemeense beker: 1992
- Roemeens landskampioen: 2001
- Roemeense Supercup: 2001